# Landouzy-la-Ville
Landouzy-la-Ville ist eine französische Gemeinde mit 514 Einwohnern (Stand 1. Januar 2022) im Département Aisne in der Region Hauts-de-France (vor 2016 Picardie). Sie gehört zum Arrondissement Vervins, zum Kanton Hirson und zum Gemeindeverband Trois Rivières.

## Geographie
Die Gemeinde Landouzy-la-Ville liegt in der Landschaft Thiérache in einem Seitental des Vilpion, zehn Kilometer nordöstlich von Vervins und sechs Kilometer südwestlich von Hirson. Nachbargemeinden von Landouzy-la-Ville sind Éparcy im Norden, Bucilly im Nordosten und Osten, Jeantes im Südosten, Plomion im Süden, Landouzy-la-Cour im Südwesten, Origny-en-Thiérache im Westen sowie La Hérie im Nordwesten

## Geschichte
Landouzy-la-Ville wurde 1168 durch eine gemeinsame Charta des Klosters Foigny und Raoul I. de Coucy gegründet. Landouzy war der Name eines Gebiets südwestlich von Éparcy.

### Bevölkerungsentwicklung
| Jahr                       | 1962 | 1968 | 1975 | 1982 | 1990 | 1999 | 2006 | 2012 | 2022 |
| Einwohner                  | 620  | 596  | 524  | 518  | 578  | 530  | 512  | 566  | 514  |
| Quellen: Cassini und INSEE |      |      |      |      |      |      |      |      |      |

## Sehenswürdigkeiten
- Wehrkirche Notre-Dame-de-l’Assomption

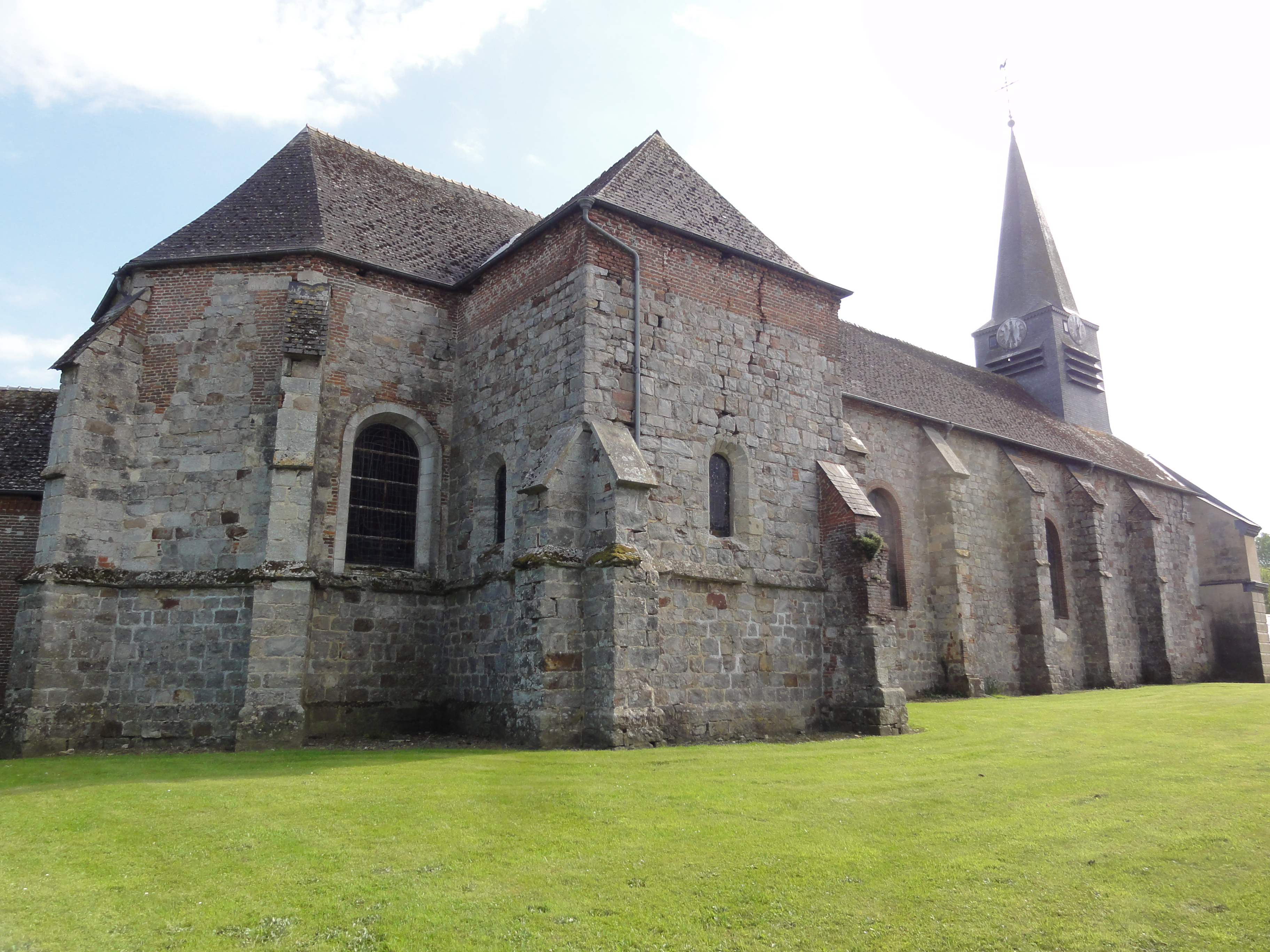
Kirche Notre-Dame-de-l’Assomption
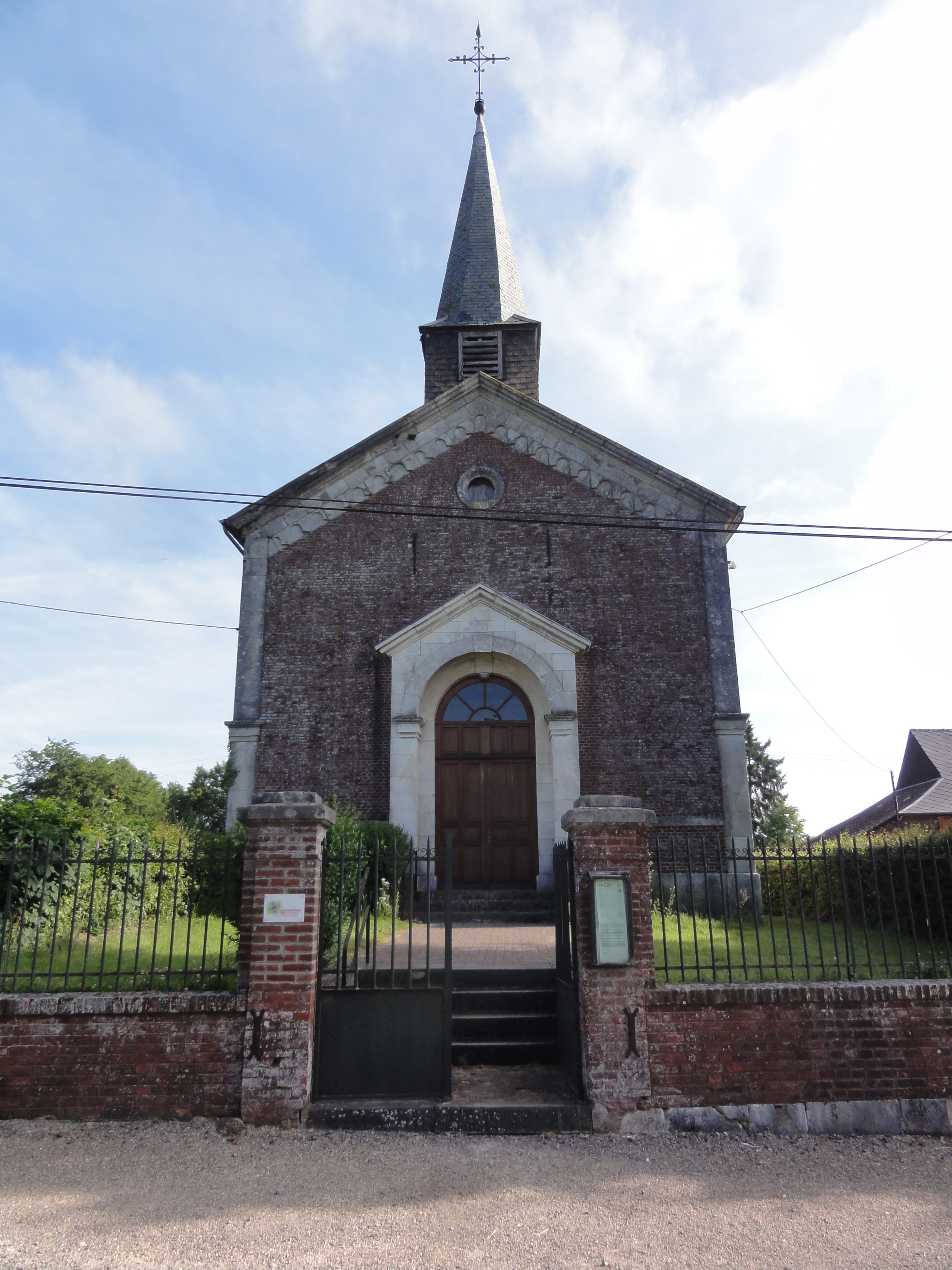
Temple La Cense des Nobles
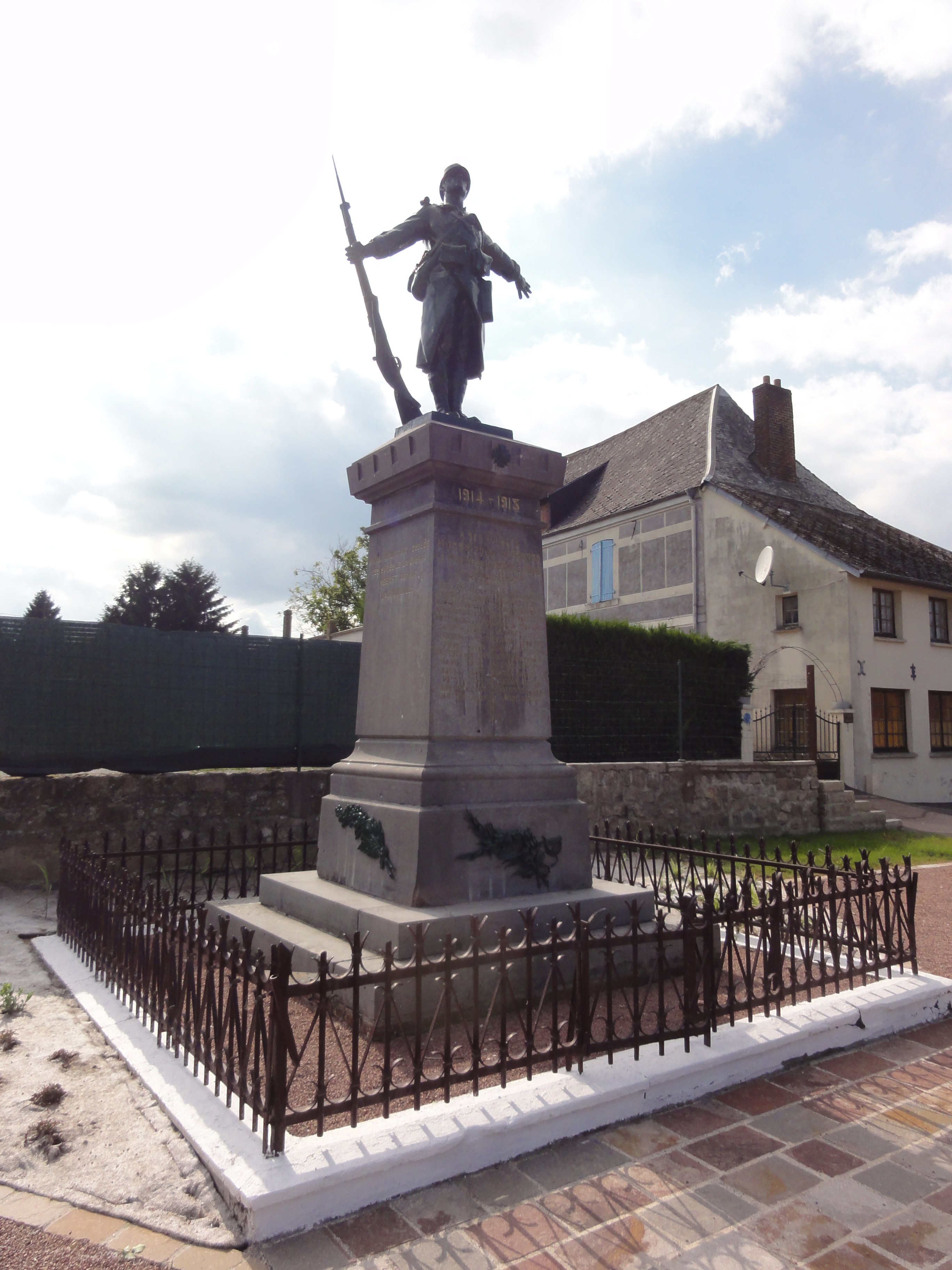
Gefallenendenkmal